# José María Moledo
José María Moledo y Chinchilla (Barcelona, 1770- Santafé de Bogotá, siglo XIX) fue un oficial militar español, y prócer de la Independencia de Colombia.
Entre 1810 y 1811 ocupó la Secretaría de Guerra de la Suprema Junta de Gobierno de la Nueva Granada, por lo que es considerado como el primer ministro de defensa de la historia de Colombia.

## Biografía
José María Moledo y Chinchilla nació en Barcelona, en 1770.

### Secretaría de Guerra (1810-1811)

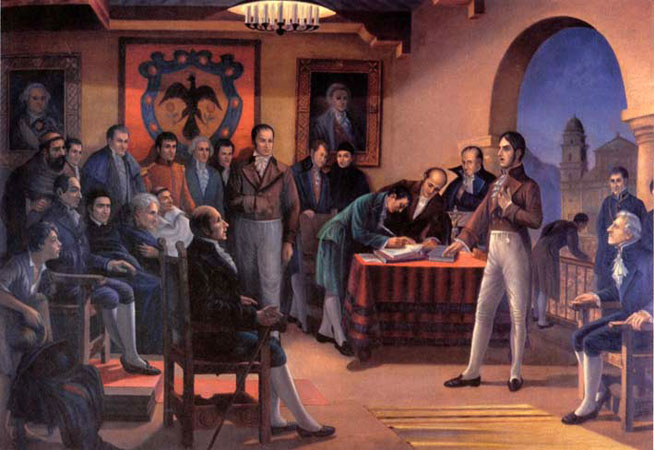
José María Moledo fue uno de los firmantes del Acta de 1810.

Moledo era sargento mayor (hoy mayor) del ejército realista, cuando se dieron los sucesos del grito de independencia del 20 de julio de 1810. Para mantener su posición, Moledo participó en la redacción y firma del acta de 1810, donde también firmó su hijo mayor.
Moledo y el capitán Antonio Baraya querían, con su participación en la independencia, escalar posiciones castrenses, ya que los oficiales criollos estaban marginados dentro de la organización del ejército realista. Tal actitud los puso en controversia con el virrey Juan Sámano años después.
El presidente de la Junta de gobierno independentista, José Miguel Pey, le encargó los asuntos de guerra del órgano independentista, por lo que se considera históricamente a Moledo como el primer ministro de defensa de Colombia.

## Familia
José María era hijo de Fernando Moledo y Tomasa Chinchilla. 
Moledo se casó en dos ocasionesː Su primer esposa fue la española Andrea de Hormachea y Goyeneche, con quien se radicó en Cartagena de Indias, y tuvo a su primer hijo, el prócer de la independencia de Colombia, Pedro María Moledo.
Viudo, Moledo se casó en segundas nupcias con la hija de neograndinos cartageneros, María Josefa García del Fierro y Velacorte (dama nacida en el Virreinato de Nueva España, hoy México) con quien tuvo a su segunda hija, María Dolores Moledo y García del Fierro.

### Descendencia
Su hija María Josefa se casó con el sobrino de su esposa, el militar cartagenero Francisco Núñez y García del Fierro. Los Núñez tuvieron tres hijosː María Rafaela, Ricardo, y Rafael Núñez Moledo (quien fue presidente de Colombia en varias ocasiones). En conclusión, Rafael Nuñez es nieto de José María Moledo.